# Frayser Boy
Frayser Boy (* 21. Februar 1976, bürgerlich Cedric Coleman in Memphis (Tennessee)) ist ein amerikanischer Rapper und Hip-Hop-Künstler aus Memphis in Tennessee.
Er war bei Hypnotize Minds unter Vertrag, dem Plattenlabel der "Three 6 Mafia"-Gründer DJ Paul und Juicy J, wo er drei Studioalben veröffentlichte: Gone on That Bay (2003), Me Being Me (2005) und Da Key (2008). Bei der 78. Oscarverleihung wurde ihm zusammen mit den Three-6-Mafia-Mitgliedern Juicy J, Crunchy Black und DJ Paul für "It’s Hard out Here for a Pimp" aus dem Film Hustle & Flow der Preis für den Besten Filmsong verliehen.

## Werdegang
Coleman kam mit der Hypnotize-Camp-Truppe aus dem Umfeld von Three 6 Mafia in Kontakt, als er wiederholt ein Crew-Mitglied dorthin chauffierte. Er half bei der Promotion aus und begann damit, Liedtexte zu erstellen. Auf dem 2001er Album von La' Chat, Murder She Spoke, war er erstmals als Gastkünstler eingebunden. Im Jahr 2003 folgte sein erstes Soloalbum, Gone on That Bay. Bay bezeichnet dabei den größten Drogenumschlagsplatz in Memphis.
Im Jahr 2014 veröffentlichte Coleman B.A.R. (Bay Area Representatives), ein zehnjähriges Gemeinschaftsprojekt mit der Rapperin Lil Wyte, und sein viertes Solo-Album Not No Moe, beide bei Phixieous Entertainment. Im selben Jahr wurde er zusammen mit Terrence Howard, Snoop Dogg, Yo Gotti und Al Kapone in dem Dokumentarfilm Take Me to the River gezeigt. Im Jahr 2018 spielte er in dem von Muck Sticky gedrehten Filmdrama Dig That, Zeebo Newton. Er arbeitet derzeit an seiner fünften Soloarbeit Gone on That Bay 2, dem Nachfolger seines Langspieldebüts.
Er hat zwei Kinder, Kevin und Paisley Coleman.